# Рыбино (Вологодская область)
Рыбино — деревня в Кичменгско-Городецком районе Вологодской области.
Входит в состав Енангского сельского поселения, с точки зрения административно-территориального деления — в Нижнеенангский сельсовет.
Расстояние по автодороге до районного центра Кичменгского Городка составляет 44 км, до центра муниципального образования Нижнего Енангска — 8 км. Ближайшие населённые пункты — Слободка, Чешковщина, Малое Сирино, Большое Сирино, Оленево, Ширяево.
Население по данным переписи 2002 года — 23 человека (10 мужчин, 13 женщин). Всё население — русские.